# Szelemdzsa
A Szelemdzsa (oroszul: Селемджа) folyó Oroszország ázsiai részén, az Amuri területen; a Zeja legnagyobb, bal oldali mellékfolyója.
Neve az evenki «сэлэмдэ», «сэлэмэ» (jelentése: 'vas') szóból származik.

## Földrajz
Hossza: 647 km, vízgyűjtő területe: 68 600 km², évi közepes vízhozama 707 m³/s, évi legnagyobb vízhozama 11 600 m³/s.
A Jam-Aliny- és az Ezon-hegység találkozásánál, az Amuri terület keleti részén, a Habarovszki határterülettel közös határnál ered. Kezdetben hegyek között folyik északnyugat felé, majd szélesebb völgyben, legnagyobb részén délnyugat felé tart, zömmel tajgával borított területen. Alsó folyásán a Zeja–Bureja-síkság északi peremén halad. Novokijevszkij Uval járási székhely mellett ömlik a Zejába, 284 km-re annak torkolatától
Vízgyűjtője monszun által érintett terület, évente 600–800 mm csapadékkal. A folyót főként esővíz táplálja. Tavaszi árvizénél jelentősebbek nyári áradásai. Tavasszal és nyáron vonul le az éves vízmennyiség közel 90%-a.
A torkolattól 146 km-re fekvő Norszk faluig hajózható, a hajózási idény évente átlag 154 napig tart. November elejétől május elejéig a folyó befagy.
Partjain jelentősebb település Ekimcsan (a Szelemdzsai járás székhelye) és Fevralszk. Az utóbbi falunál vezet át a folyón a Bajkál–Amur-vasútvonal.
Nagyobb mellékfolyói: balról az Ulma (346 km) és a Bissza (235 km), jobbról az Orlovka (208 km) és a Nora (305 km)

## Természetvédelem
1998-ban a Szelemdzsai járásban, a Nora és a Szelemdzsa által közrefogott területen természetvédelmi területet alakítottak ki. Az Amur–Zeja-síkság északkeleti részén, a Bajkál–Amur-vasútvonaltól délnyugatra fekvő terület célja az élővilág, elsősorban a nyarat ott töltő szibériai őzek védelme. A szibériai őz több ázsiai országban is elterjedt, de őszi-tavaszi vándorlása ritka jelenség, szinte kizárólag az itt élő többezres, nagy egyedsűrűségű populációra jellemző.